# Кольцов Костянтин Євгенович
Костянтин Євгенович Кольцов (біл. Канстанцін Яўгеньевіч Кальцоў; 17 квітня 1981, Мінськ, СРСР — 18 березня 2024, Маямі) — білоруський хокеїст, лівий/правий нападник. Заслужений майстер спорту Республіки Білорусь (2002).

## Ігрова кар'єра
Виступав за «Юність» (Мінськ), «Сєвєрсталь» (Череповець), «Металург» (Новокузнецьк), «Спартак» (Москва), «Піттсбург Пінгвінс», «Вілкс-Барре/Скрентон Пінгвінс» (АХЛ), «Динамо» (Мінськ), «Салават Юлаєв» (Уфа), «Атлант» (Митищі) та «Ак Барс» (Казань).
В чемпіонатах НХЛ — 144 матчі (12+26).
У складі національної збірної Білорусі провів 73 матчі (26+18); учасник зимових Олімпійських ігор 2002 і 2010 (6 матчів, 0+2), учасник чемпіонатів світу 1999, 2001, 2002 (дивізіон I), 2005, 2008, 2009 і 2012 (36 матчів, 9+7). У складі молодіжної збірної Білорусі учасник чемпіонатів світу 1999, 2000 (група B) і 2001. У складі юніорської збірної Білорусі учасник чемпіонату світу 1999 (група B).

## Досягнення
- Чемпіон Росії (2008), бронзовий призер (2000).
- Володар Кубка Гагаріна (2011).

## Смерть
18 березня 2024 року стало відомо про смерть Кольцова. Поліція Маямі заявила  про ймовірне самогубство білоруса.